# Epichorista eribola
Epichorista eribola is een vlinder uit de familie van de bladrollers (Tortricidae). De wetenschappelijke naam van de soort is voor het eerst geldig gepubliceerd in 1889 door Edward Meyrick.